# 間テクスト性
間テクスト性（かんテクストせい）は、テクストの意味を他のテクストとの関連によって見つけ出すことである。テクスト間相互関連性と訳されたり、英語からインターテクスチュアリティーと呼ばれたりすることもある。
ある著者が先行テクストから借用したり変形したりすることや、ある読者がテクストを読み取る際に別のテクストを参照したりすることをいう。但し「間テクスト性」という用語自体、ポスト構造主義者ジュリア・クリステヴァが1966年に作り出して以来、何度も借用され、変形されてきた。
批評家ウィリアム・アーウィンが言うように、この用語は使用者によって十人十色の意味を持って今日に至っており、クリステヴァの本来の見方に忠実な者から、単に引喩や影響と同義のものとして使う者まで様々である。

## 間テクスト性とポスト構造主義
クリステヴァの作った「間テクスト性」の意味するところは、ソシュールの構造主義的記号論（記号がテクスト構造の中でどんな意味をもたらすかという研究）とバフチンの対話主義（各テクスト（特に小説）や語における、多義或いは「ヘテログロシア」の検討）とを統合する試みである。
クリステヴァによれば、もしも作家から読者へ直接意味が伝わるのではなく、代わりに他のテクストによって伝えられる「コード」が介在したりフィルターがかかったりするのであれば、間テクスト性の概念は間主体性の概念に取って代わるという。
例えば、我々がジェイムズ・ジョイスの『ユリシーズ』を読むとき、我々は近代人の文学的実験として、或いは壮大な伝統への反応として、或いは他の談話の一部として、或いはこれら全ての談話の一部分として、これらを同時に解読する。
この間テクスト的な文学の見方は、ロラン・バルトが指摘したように、芸術作品の意味は作品にあるのではなく、鑑賞者にあるのだという観点を補強するものである。
最近のポスト構造主義者の理論、例えばダニエラ・カセッリの『ベケットのダンテ』では、間テクスト性を異なるテクストの間の一連の関係というより、テクスト内で生み出されるものとして再検討されている。またポストモダン理論家には間テクスト性とハイパーテクスト性との関係について論じたがる者もいる。
即ち、間テクスト性によってテクストそれぞれは「引用のモザイク」（クリステヴァ）やより大きなモザイクの一部になっており、ちょうどハイパーテクストそれぞれがリンクのウェブページやWWW全体の一部になっているのと同様であるという。

## 「間テクスト性」 と競合する用語
ポストモダン批評では「間テクスト性」という用語はあちこちで使われるので、関連する用語や重要なニュアンスを排除していると不満を述べる批評家もいる。
アーウィンは引喩という用語が明確な定義を欠いているうちに、文学研究の対象として間テクスト性に食われてしまったことを嘆いている。リンダ・ハッチオンは間テクスト性に対する過度の興味関心が作者の役割を隠蔽していると論じている。
なぜなら間テクスト性は鑑賞者の中で見出されるものであり、伝達者の意図を伴う必要がないからである。対照的に、パロディはハッチオンが好む用語であるが、常に作者が主役になって能動的にテクストを産出するものであり、批判的な差異を持ったイミテーションを作るものである。
しかしながら、これらと違ったタイプの間テクスト性をより厳密に定義する試みもされている。デンマークの映画理論家は「縦」と「横」の間テクスト性を区別している。横の間テクスト性とは「同レベル」にあるものを参照するもので、例えば本が他の本を参照している場合であるが、縦の間テクスト性とは、言わば本が映画や歌を参照する場合に見られるものである。
またジェラール・ジュネットは80年代初めに『パランプセスト』を著し、間テクスト的ないし超テクスト的関係を、「間テクスト性」「パラテクスト性」「メタテクスト性」「アルシテクスト性」「ハイパーテクスト性」の5つの異なった類型に区別した。
- 間テクスト性（相互テクスト性）：あるテクストの中に別のテクストが実際に存在すること。引用（引いていることをはっきりとことわる）、剽窃（ことわらない）、暗示（完全な理解のためには先行テクストの知識が必要）の形をとる。
- パラテクスト性：あるテクストをどんな枠に入れるかのレッテルをつけること。題名、副題、前書き、後書き、脚注、更にはジャンル割り当てや草案のようなプレテクストなど。
- メタテクスト性：注釈。本質的に批評の性質があり、文芸批評の領域に該当する。
- アルシテクスト性：パラテクスト性と親密な関係があるが、この場合、はっきりしたレッテルづけのないジャンル割り当てである。つまり、あるテクストを（あらかじめ明示されていないにもかかわらず、批評家として）あるジャンルに割り当てること。
- ハイパーテクスト性（イペルテクスト性）：重ね書きの方法とされ、注釈とは異なる。先行テクストがなければ後のテクストがありえないもの。例えばジェイムズ・ジョイスの『ユリシーズ』の場合、ホメロスの『オデュッセイア』がなければ決して生まれなかったであろう。

## 間テクスト性の実例と歴史
間テクスト性の理論的な観点がポストモダンと関係がある限り、その装置そのものは新しいものではない。新約聖書の一節は旧約聖書を引いており、旧約聖書の申命記や預言者は出エジプト記に記された出来事を参照している（Porter1997）。
編集批評家は問題の本の原作者の特定の順序と過程を論じるために間テクスト性を使うのに対して、文芸批評は最終形態のテキスト、つまり相互に関連した文学の塊として扱う共時的な見方をとる。
この塊は後代に聖書物語を参照する詩や絵に拡大し、ちょうどギリシャ・ローマの古典的な物語や神話の周囲に他のテクストがネットワークを構築するのと同様である。ブルフィンチも『ギリシア・ローマ神話』(The Age Of Fable) の中で論じている。
時に間テクスト性は盗作として扱われることがある。スペインの作家 Lucía Etxebarria の詩集『Estación de infierno』にAntonio Colinasの隠喩と一節が含まれていることがわかった。これに対してEtxebarriaはColinasへのオマージュと間テクスト性を主張した。
その他文学の間テクスト性の例：
- 『エデンの東』(1952) スタインベック : 創世記の改作
- 『ユリシーズ』 (1918)  ジェイムズ・ジョイス : ホメロスの『オデュッセイア』の改作

## 日本における実例
ミステリー作家の深水黎一郎が『花窗玻璃』（河出文庫）において、アガサ・クリスティの『オリエント急行の殺人』の中で車掌が言うフランス語の台詞 Il n'y a rien à voir.を、全く違ったシチュエーションでそのまま使っており、同作に関するエッセイの中で、「クリステヴァ風のちょっとしたお遊び」であると述べている。

## ポップカルチャーの間テクスト性
間テクスト性は大衆メディアでも（テレビ番組、映画、小説、双方向ビデオゲームですら）しばしば起こる。これらの場合、間テクスト性はしばしばメディアの中で描かれる虚構の現実に深みを与えるために用いられる。
例えばあるテレビ番組の登場人物が別の番組の登場人物から参照される場合である。またウェブサイト、放送、登場人物の書いた小説まで参照したテレビドラマもある。
多くの場合、間テクスト性があるからといって、日常的な読者・視聴者は作品を楽しむためにこれらの参照を把握する必要はないが、その作品の評価にはなにがしか付け加わるものがあるであろう。